# Neoraja caerulea
Neoraja caerulea és una espècie de peix de la família dels raids i de l'ordre dels raïformes.

## Morfologia
- Els mascles poden assolir 30 cm de longitud total.[6][7]

## Reproducció
És ovípar i les femelles ponen càpsules d'ous, les quals presenten com unes banyes a la closca.

## Alimentació
Menja animals bentònics.

## Hàbitat
És un peix marí i d'aigües profundes (58°N-53°N) que viu entre 600-1.262 m de fondària.

## Distribució geogràfica
Es troba a l'oceà Atlàntic nord-oriental: Islàndia i el nord-oest d'Irlanda.

## Observacions
És inofensiu per als humans.